# 贵州蒲桃
贵州蒲桃（学名：Syzygium handelii）是桃金娘科蒲桃属的植物，是中国的特有植物。分布在中国大陆的贵州、湖北、广西、广东等地，生长于海拔200米至850米的地区，多生在绿林中，目前尚未由人工引种栽培。